# Agriades idas
Agriades idas är en fjärilsart som beskrevs av Lewin 1795. Agriades idas ingår i släktet Agriades och familjen juvelvingar. Inga underarter finns listade i Catalogue of Life.